# 宣化縣 (交阯)
宣化縣，是明代交阯承宣布政使司太原府下轄的一個縣，治所約在今越南太原省定化縣。

## 沿革
- 永樂五年（1407年）六月癸未置，屬太原直隸州領[2][3]。
- 永樂六年冬十月己卯，陞交阯太原州為太原府[4][5][6][7][8]。
- 永樂十七年三月癸亥，設宣化縣儒學[9]。
- 永樂十七年九月丙辰，廢太原府大慈縣入宣化縣[10]。